# Lago Maggiore

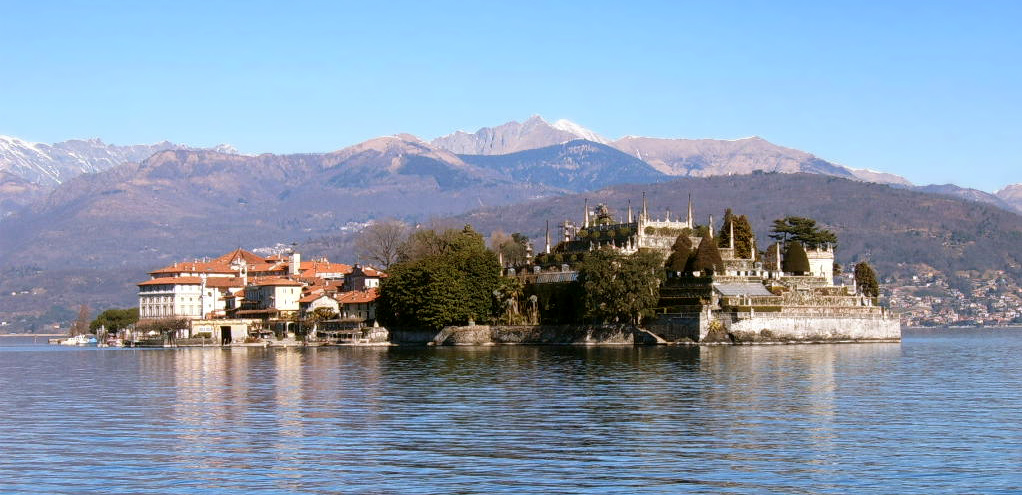
Wyspa Bella – jedna z Wysp Borromee

Maggiore (wł. Lago Maggiore lub Lago Verbano, fr. Lac Majeur, niem. Langensee, łac. Lacus Verbanus) – jezioro polodowcowe we Włoszech i Szwajcarii.

## Ogólne informacje o jeziorze
Położone jest w Alpach Zachodnich, u podnóża Alp Lombardzkich. Z głębokością maksymalną sięgającą 370 m jest drugim co do głębokości jeziorem alpejskim (po jeziorze Como). Przy lustrze wody położonym na wysokości 194 m n.p.m. jezioro jest kryptodepresją. Jego powierzchnia wynosi 212,51 km², a powierzchnia zlewni 6 599 km². Objętość wody zgromadzonej w jeziorze wynosi 37 700 mln m³.
Na jeziorze znajduje się szereg wysp, z których najbardziej znane są Wyspy Boromejskie.
Rejon jeziora Maggiore charakteryzuje się korzystnym, łagodnym śródziemnomorskim klimatem, co sprzyja rozwojowi bogatej roślinności.
Nad brzegiem jeziora powstało wiele miejscowości uzdrowiskowych i rozwinął się ożywiony ruch turystyczny.

## Główne miasta nad jeziorem
Do głównych miast, położonych nad jeziorem Maggiore, zaliczyć można:
- Locarno
- Ascona
- Stresa
- Verbania
- Arona
- Luino